# Iglesia del Amparo (Icod de los Vinos)
La iglesia de Nuestra Señora del Amparo se localiza en el barrio del Amparo del municipio de Icod de los Vinos, en la isla de Tenerife, comunidad autónoma de Canarias, en España. Es bien de interés cultural, con categoría de monumento, desde 2007.

## Descripción
Situada junto a la carretera TF-2226, se ubica en un sector de amplia pendiente que ha sufrido importantes transformaciones urbanísticas desde mediados del siglo pasado. No obstante, constituye un conjunto arquitectónico de gran relevancia, tanto por la tipología tradicional del propio templo, como por los rasgos constructivos de la denominada "casa del ermitaño" y del pórtico o "media naranja", adosado a los pies de la nave principal, que se erige como elemento distintivo de la iglesia.
La iglesia consta de una sola nave de planta rectangular, con artesonado de par y nudillo y harneruelo decorado con florones tallados y lazos, rematado por una cubierta exterior de teja curva a dos aguas.
La capilla mayor es de planta cuadrada, con artesonado ochavado y cubierta a cuatro aguas, disponiéndose en el testero un magnífico retablo barroco, datado en la segunda mitad del siglo XVIII, en cuya hornacina central se ubica la imagen titular de la iglesia. En la proximidad de los pies se abren sendas puertas laterales, delimitadas con arcos de cantería y dotadas de portalones de tea, completándose la fachada norte mediante una espadaña, con dos huecos para las campanas y un frontón de escasa altura.
La fachada sur se ofrece a la plaza actual, destacando el pórtico de acceso o "media naranja" y la denominada "casa del ermitaño". La construcción de aquella se remonta al siglo XVIII, caracterizándose por su planta rectangular, cubierta por un sencillo artesonado de par e hilera y tejado a cuatro aguas. En su frente se abren cuatro arcos de medio punto de iguales medidas, sostenido el del centro por columnas de cantería de marcado sabor popular. Los arcos laterales se apoyan en estas columnas y sobre pilares de planta rectangular de cantería, con impostas sobre las que suben hasta el alero las esquinas de piedra. En la pared del fondo se halla el arco de cantería de la puerta principal de la ermita y un arco más reducido que sirve de paso desde la media naranja a la plazoleta norte. El pavimento conserva parte de sus antiguas losas de piedra.
La Casa del ermitaño es la supuesta vivienda que ocupó el fundador de la ermita, Pedro de la Cruz, aunque modificada, al menos, en el siglo XVIII, erigiéndose como uno de los mejores y más antiguos ejemplos de arquitectura rural en Icod de los Vinos. Dispone de planta rectangular con cubierta a cuatro aguas de teja árabe. La planta baja aparece reforzada por tres pies derechos con sus zapatas embutidos en el muro y se destinaba a bodega, con puerta de madera al camino y un ventanuco con barrotes rectos de madera. El acceso a la casa se realiza desde la media naranja, mediante una puerta sobre dos escalones. Se pasa a un corredor, que comunica con dos pequeñas habitaciones, y sus respectivas ventanas con hojas de madera lisas. Al fondo del pasillo se encuentra la cocina con su tejado individualizado, con ventanillo de barrotes orientado hacia la puerta de la sacristía. Bajo la cocina existe otra bodega con puerta hacia el camino.
La sacristía se ubica a espaldas de la ermita, con planta rectangular, techumbre de madera y cubierta de tejas a un agua, habiendo sido demolida recientemente la antigua casa parroquial, lo que ha permitido una mejora sustancial de la calidad paisajística y patrimonial del entorno de la iglesia.